# Bosrandwolfspin
De steppewolfspin of bosrandwolfspin (Xerolycosa nemoralis) is een spinnensoort in de taxonomische indeling van de wolfspinnen (Lycosidae).
Het dier behoort tot het geslacht Xerolycosa. De wetenschappelijke naam van de soort werd voor het eerst geldig gepubliceerd in 1861 door Johan Peter Westring.

## Leefwijze
Deze spin weeft geen web, maar maakt jacht op insecten door erachteraan te lopen.

## Voortplanting
De spin draagt de eieren mee aan het achterlijf in een cocon.

## Verspreiding en leefgebied
Deze soort komt algemeen voor in West- en Midden-Europa, vooral in dennenbossen.